# کملوکس قزاقستان
کملوکس قزاقستان (به انگلیسی: Comlux Kazakhstan) یک شرکت هواپیمایی است.
دفتر مرکزی کملوکس قزاقستان در شهر آلماتی کشور قزاقستان واقع شده‌است و قطب این شرکت هواپیمایی در فرودگاه بین‌المللی آلماآتی قرار دارد.